# إي تشونغ يونغ

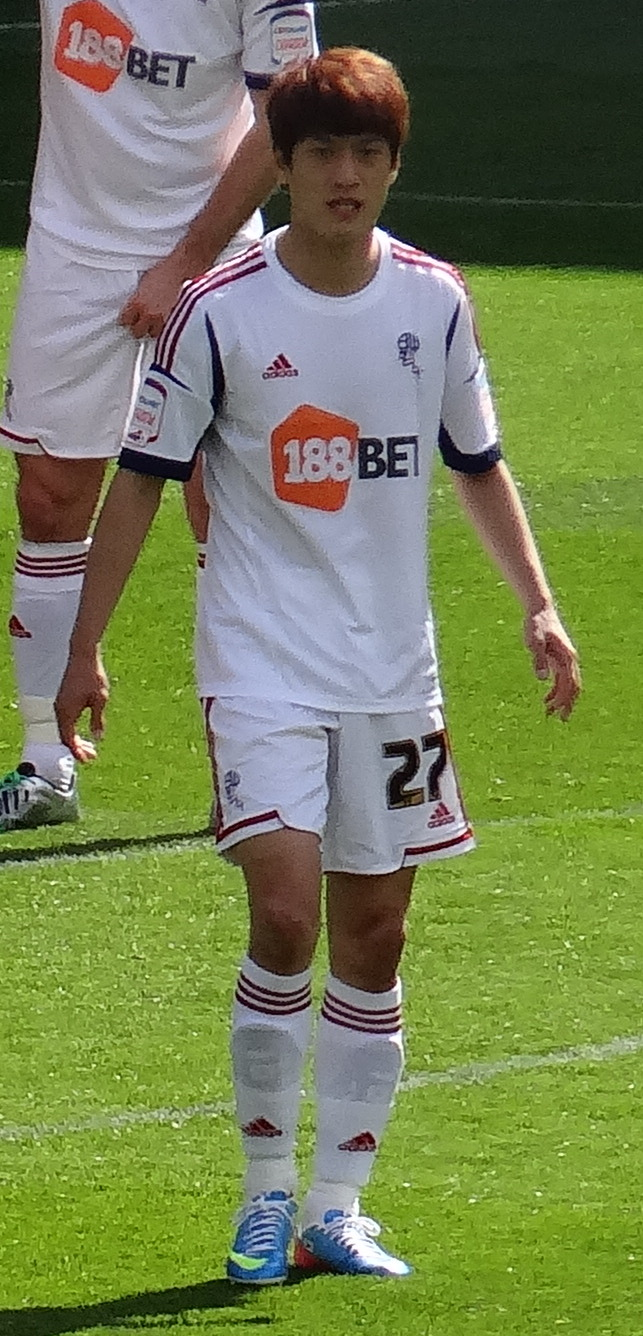
إي تشونغ يونغ

إي تشونغ يونغ (مواليد 2 يوليو 1988 في سول - كوريا الجنوبية) لاعب كرة قدم كوري جنوبي يلعب حاليا لصالح نادي الدرجة الممتازة بولتون واندررز الإنجليزي منذ 2009 في مركز الجناح الأيمن .

## روابط خارجية
- إي تشونغ يونغ على موقع الاتحاد الدولي (مؤرشف)  (الإنجليزية)
- إي تشونغ يونغ على موقع دوري كوريا الجنوبية (الإنجليزية)
- إي تشونغ يونغ على موقع قاعدة بيانات كرة القدم.إي يو (الإنجليزية)
- إي تشونغ يونغ على موقع ناشيونال فوتبول تيمز (الإنجليزية)
- إي تشونغ يونغ على موقع Soccerbase.com (لاعب) (الإنجليزية)
- إي تشونغ يونغ على موقع Soccerway.com (الإنجليزية)
- إي تشونغ يونغ على موقع عالم كرة القدم.نت (الإنجليزية)
- إي تشونغ يونغ على موقع أوليمبيديا (الإنجليزية)
- إي تشونغ يونغ على موقع AS.com (الإسبانية)